# Gare d'Antony
Ne doit pas être confondu avec Gare de Chemin d'Antony.
Pour les articles homonymes, voir Antony (homonymie).
La gare d'Antony est une gare ferroviaire française de la ligne de Sceaux, située sur le territoire de la commune d'Antony dans le département des Hauts-de-Seine en région Île-de-France.
Elle est mise en service en 1854 par la Compagnie du chemin de fer de Paris à Orsay. C'est une gare de la Régie autonome des transports parisiens (RATP) desservie par les trains de la ligne B du RER. Elle est par ailleurs le terminus ouest de la ligne Orlyval, métro automatique reliant la gare à l'aéroport de Paris-Orly.

## Situation ferroviaire
Établie à 52 m d'altitude, la gare d'Antony est située au point kilométrique (PK) 8,8 de la ligne de Sceaux, entre les gares de La Croix-de-Berny et de Fontaine Michalon.
Elle est également située au PK 0,100 de la ligne Orlyval, assurée par des véhicules automatiques légers, la gare suivante étant Orly 1, 2, 3.

## Histoire
La première « gare » d'Antony est mise en service le 29 juillet 1854 par la « Compagnie du chemin de fer de Paris à Orsay », lorsqu'elle ouvre à l'exploitation le prolongement vers Orsay de sa ligne de Sceaux. Les difficultés financières de la Compagnie d'Orsay aboutissent à son dépôt de bilan et à son rachat par la Compagnie du chemin de fer de Paris à Orléans (PO) en 1857.
En 1868, Adolphe Joanne indique que l'on peut prendre des billets d'aller et retour et des abonnements sur la ligne du chemin de fer de Limours pour des trains comportant trois classes. Antony, 4e station, dessert un bourg de 1 650 habitants installé sur la rive gauche de la Bièvre. Ensuite, la ligne franchit la rivière pour rejoindre la station suivante de Massy. La gare manquant d'espace, un décret du 17 décembre 1868 déclare d'utilité publique l'occupation des terrains nécessaires pour son agrandissement. Un délai de deux ans est prévu pour la réalisation des travaux. En décembre 1869, la « construction » du bâtiment voyageurs est achevée ; « les travaux pour l'établissement d'une gare marchandises sont très-avancés ».

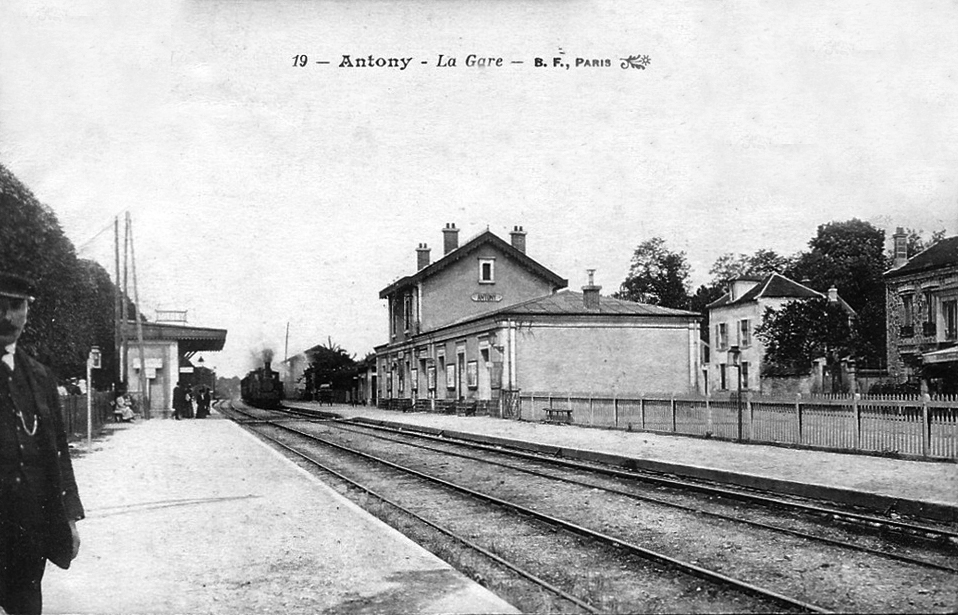
La gare du PO vers 1900.

Au début des années 1880, le PO, dont la ligne est toujours aux normes du système Arnoux, doit renégocier avec l'État qui impose la mise en service d'un « matériel normal ». La compagnie réalise les travaux de reconstruction de la ligne entre 1885 et mai 1891. Pour la gare d'Antony, cela se traduit par un doublement de la voie (tronçon de Bourg-la-Reine à Orsay) et l'agrandissement de la gare. Le bâtiment est partiellement surélevé pour héberger le logement du chef de gare. La gare comporte alors un bâtiment principal avec deux ailes, dont une à trois ouvertures et l'autre à seulement une ouverture, et un corps central à deux ouverture et un étage (voir ancienne photographie). Elle dispose de deux voies et de deux quais ainsi que d'un abri sur le quai opposé.
En 1933, cette gare est reconstruite en tranchée par la Compagnie du chemin de fer métropolitain de Paris (CMP) pour éliminer les passages à niveau se trouvant à proximité. Les quais sont alors aménagés et un accès latéral est percé. C'est alors une importante gare de marchandises avec un faisceau dense de voies de débord dans la cour « haute », en fait au niveau des rues.
À cette occasion, le bâtiment, déjà âgé de plus de 80 ans, est transformé avec la création d'une seconde entrée munie d'un clocher de style Art déco et de nouvelles fenêtres et décorations sur les autres façades.
En 1960, un nouveau bâtiment pour les voyageurs, avec accès latéraux, est construit au-dessus des voies pour permettre l'agrandissement de la salle d'accueil.
En 1980, la création du parvis, par la couverture des voies, permet le percement d'un accès principal sur la façade sud de la salle d'accueil.
Le 2 octobre 1991 a lieu la mise en service de la ligne Orlyval et des installations spécifiques nécessaires dans la gare d'Antony, l'entrée principale se situant en queue du quai en venant de Paris, un souterrain en tête de l'autre quai permettant de la rejoindre.
La nouvelle gare est mise en service en juin 2002 et inaugurée le 27 mai 2003 par Anne-Marie Idrac, alors présidente de la RATP.
Cette gare a fait l'objet de transformations successives depuis sa création afin de répondre aux besoins croissants des voyageurs.
En 2019, 6 304 424 voyageurs sont entrés à cette gare, ce qui la place en 14e position des gares de RER exploitées par la RATP pour sa fréquentation.

## Service des voyageurs

### Desserte

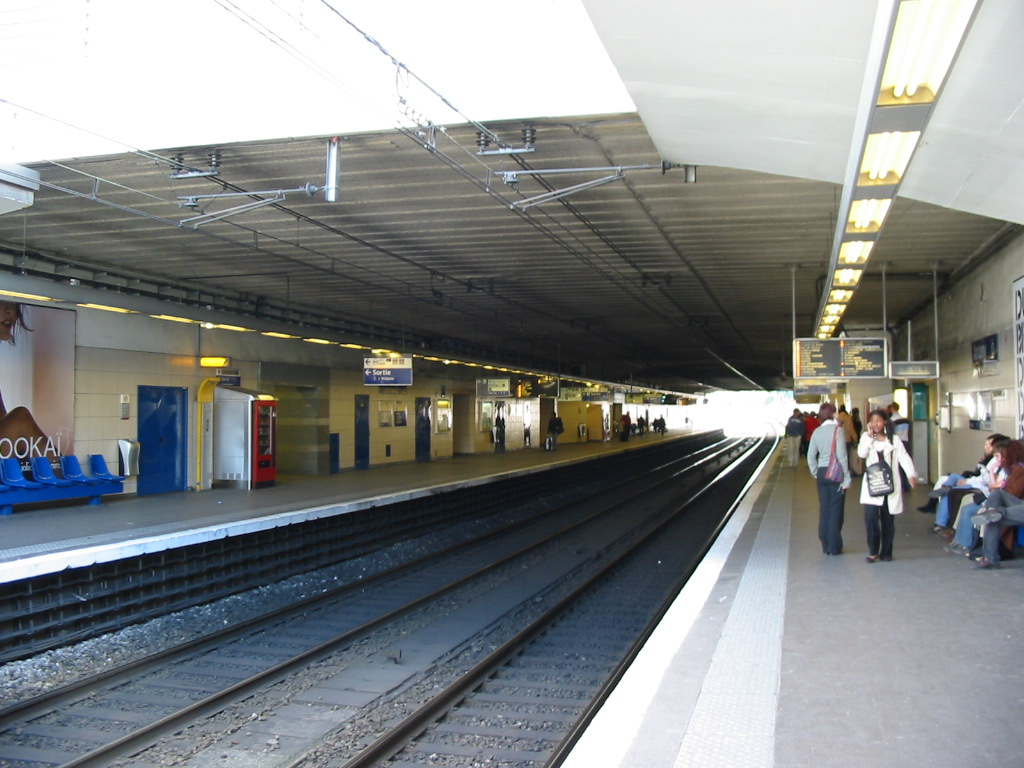
Quais vus en direction du sud.

La gare, située sur la ligne B du RER d'Île-de-France, en zone 3 de la tarification des transports en commun d'Île-de-France, est le terminus ouest de la ligne Orlyval.

### Intermodalité
La gare est desservie par les lignes 196, 286, 297 et 395 du réseau de bus RATP, par les lignes 401, 402, 408, 409 et 412 du réseau de bus de la Bièvre et par la ligne 3 du réseau de bus Vallée Sud Bus.

Galerie de photographies
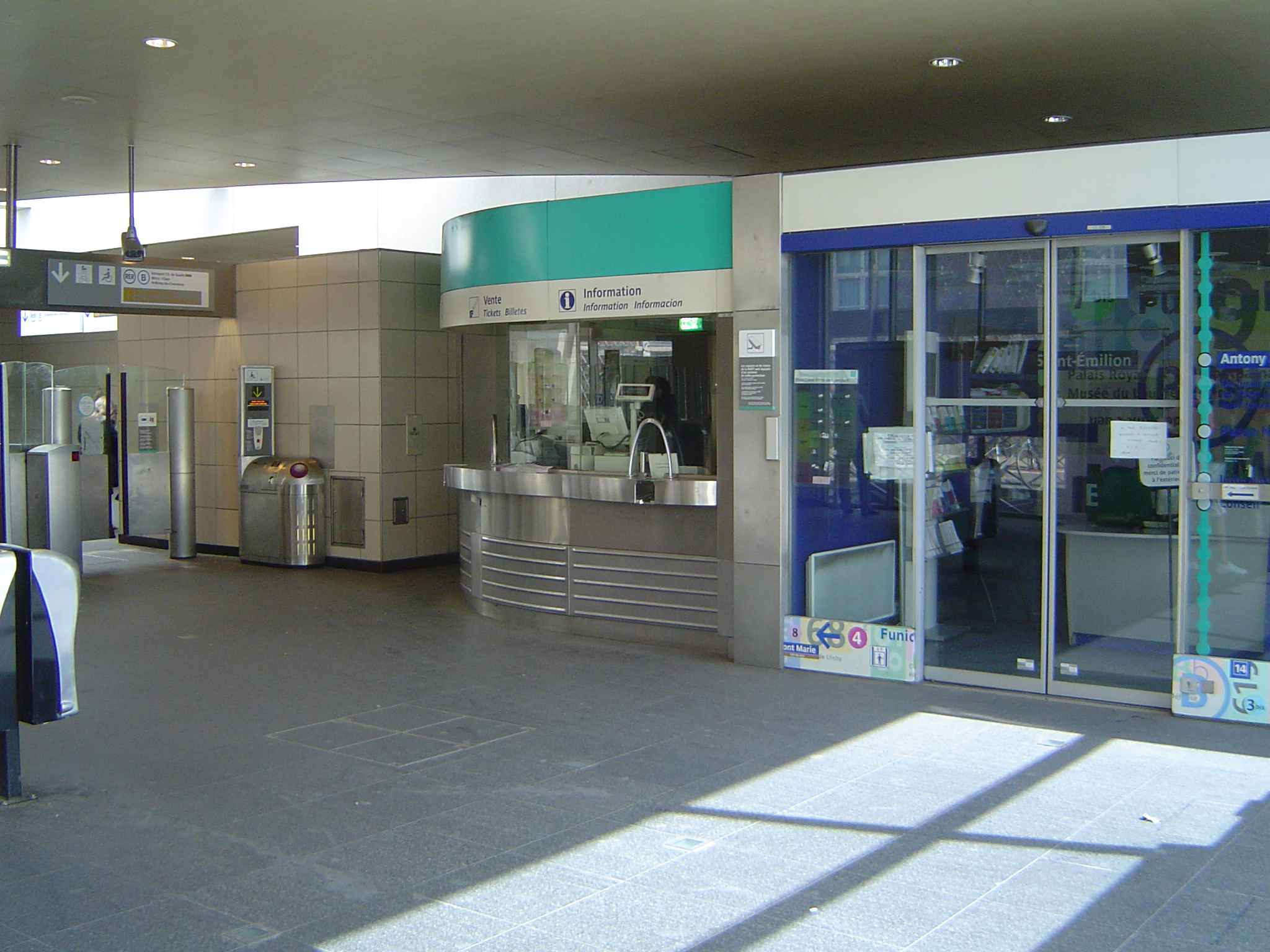
Intérieur de la gare.
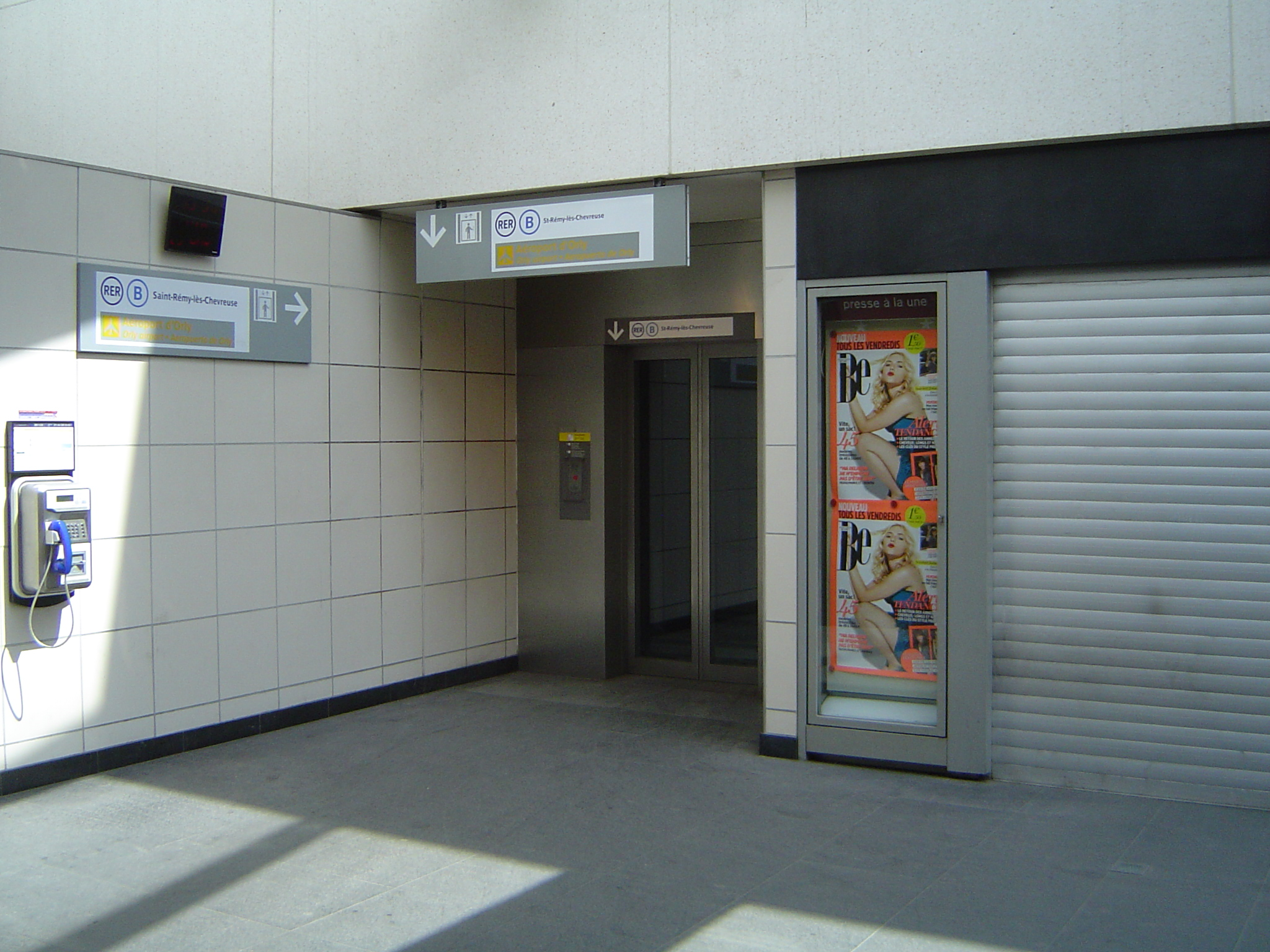
Ascenseur vers le quai pour Saint-Rémy-lès-Chevreuse.
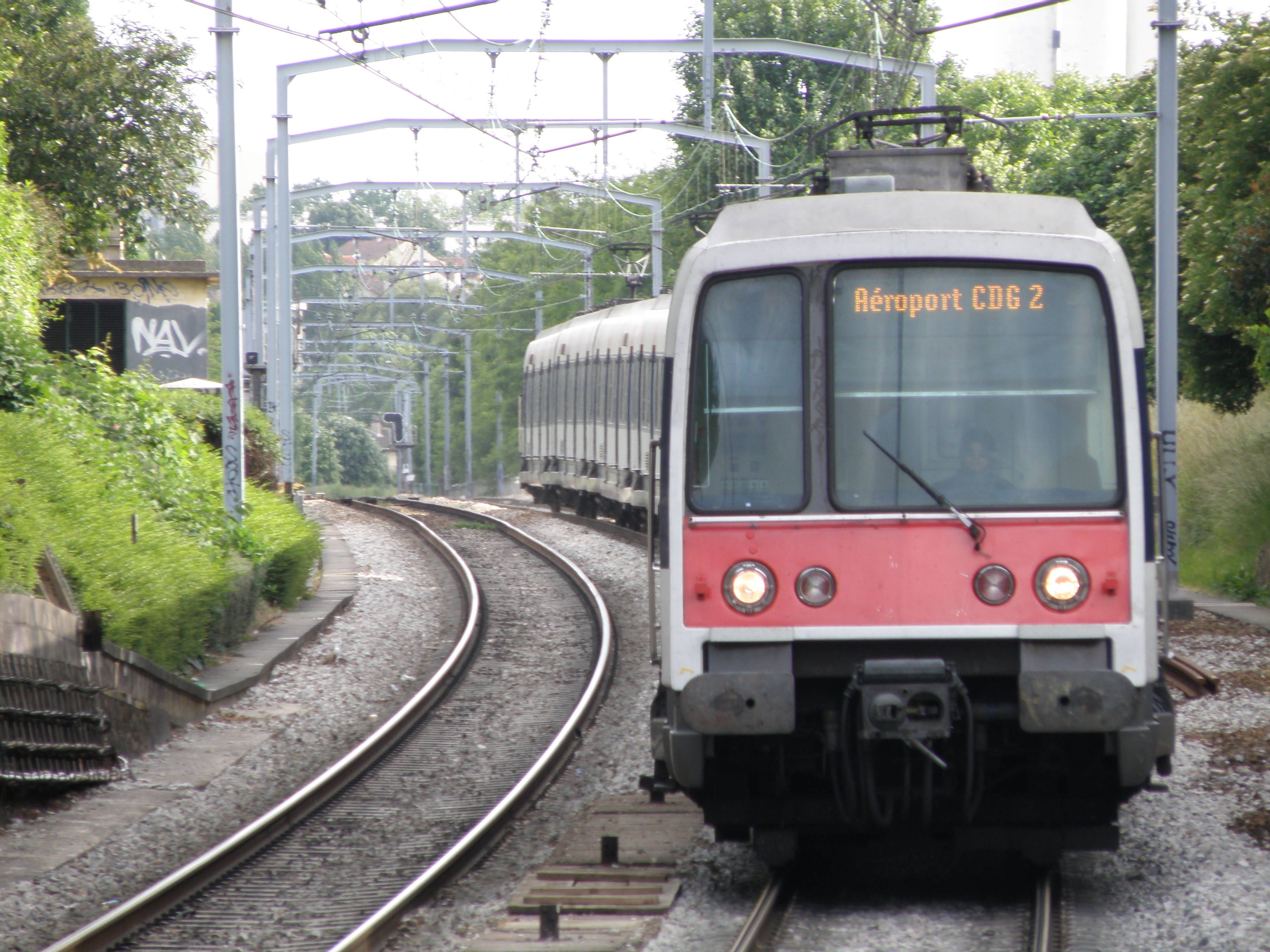
MI 84 en approche de la gare.
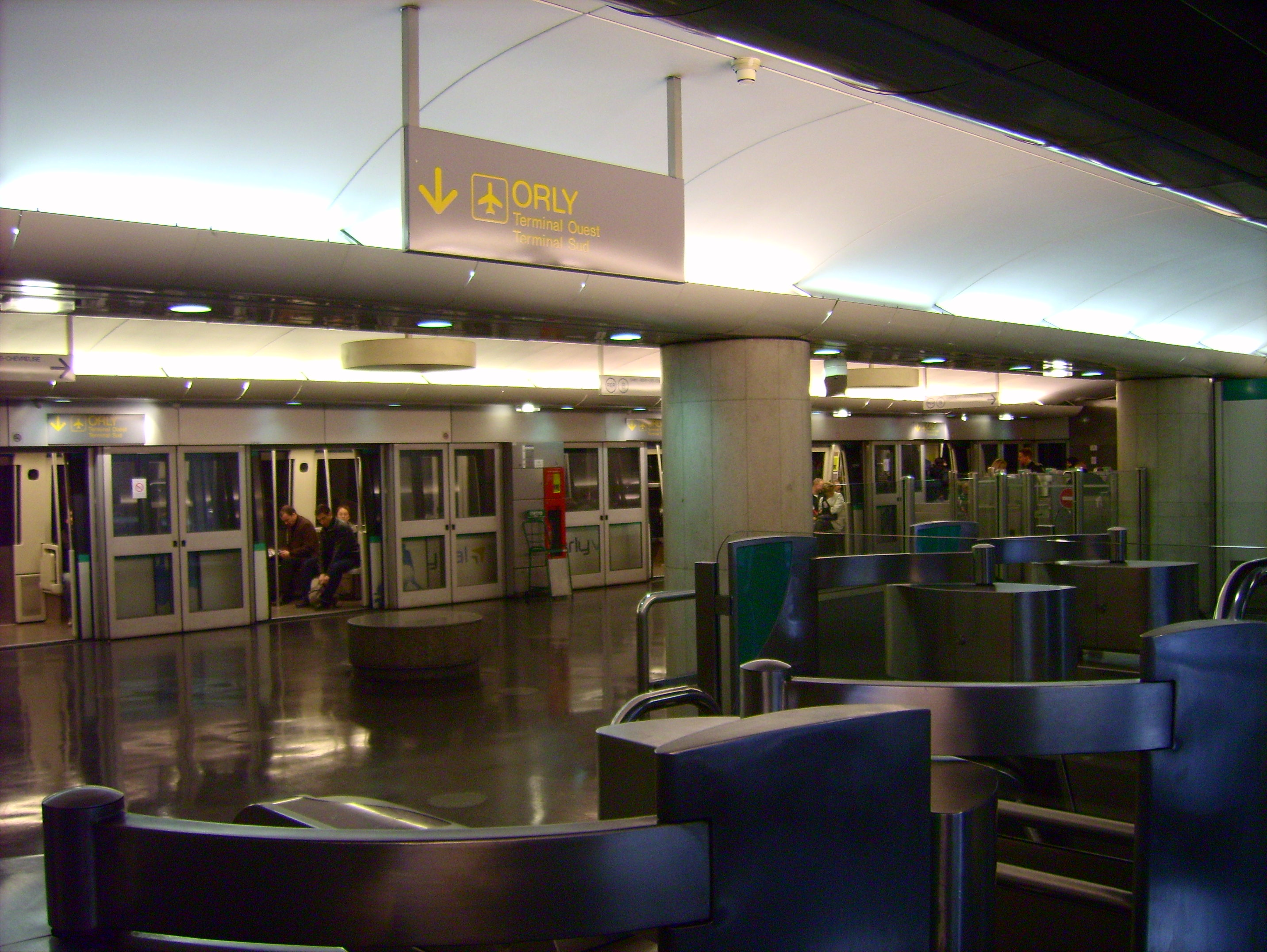
Quai de la ligne Orlyval.
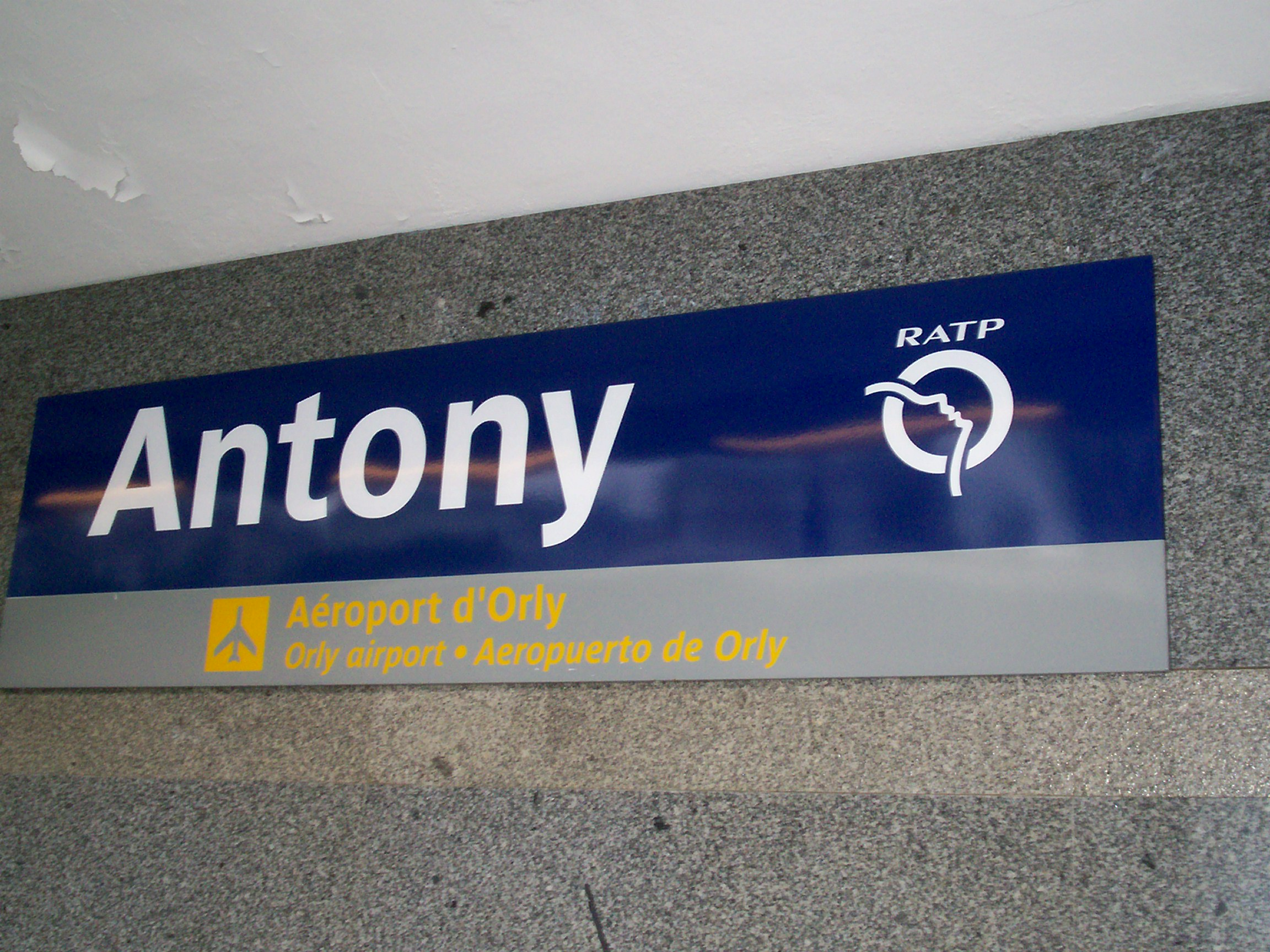
Plaque signalétique indiquant le nom de la gare.

## Projet
Au début de 2018, un projet de réaménagement d'Orlyval est à l'étude, le métro de la ligne 14 se substituant à la combinaison Orlyval + RER B pour rejoindre Paris.